# Montazels
Montazels en idioma francés, Montasèls en idioma occitano, es una localidad  y comuna francesa, situada en el departamento del Aude en la región de Languedoc-Roussillon.
A sus habitantes se les conoce en idioma francés por el gentilicio Montazelois.

## Demografía
| 382 | 399 | 459 | 462 | 506 | 469 |
| Para los censos de 1962 a 1999 la población legal corresponde a la población sin duplicidades (Fuente: INSEE [Consultar]) |     |     |     |     |     |

## Personalidades
- Bérenger Saunière (1852 - 1917)